# Plurk
Plurk è un servizio gratuito di microblogging che permette agli utenti di pubblicare piccoli aggiornamenti (chiamati plurk) della lunghezza massima di 360 caratteri. È possibile inviare i plurk sul sito web, via messaggistica istantanea o tramite SMS. Una delle particolarità è la visualizzazione dei messaggi lungo una linea temporale orizzontale, raccogliendo le risposte ai plurk in finestre singole. Questa peculiarità trasforma il servizio di microblogging in una sorta di chat in linea.